# Леприкон 7: Порекло
Леприкон 7: Порекло (енгл. Leprechaun: Origins) амерички је хорор филм из 2014. године, режисера Зака Липовског. Насловну улогу тумачи Дилан Постл, познатији као „Хорнсвогл” у WWE, чиме је ово постао први филм у серијалу у ком улогу злог Леприкона не тумачи Ворвик Дејвис. Продуценти су од филма желели да направе мрачније поглавље франшизе, уклонивши комичну црту, што је резултовало неуспехом.
Иако се сматра званичним делом серијала, филм није повезан ни са једним од претходних или предстојећих делова. Објављен је 25. августа 2014, у дистрибуцији продукцијске куће Lionsgate. Добио је веома негативне критике и сматра се најлошијим остварењем у филмском серијалу Леприкон. На сајту Ротен томејтоуз оцењен је са 0%.
Године 2018. објављен је нови део, Леприкон 8: Повратак Леприкона, који представља директан наставак оригиналног филма из 1993. 

## Радња
Два млада пара путују Ирском и откривају да је најстрашнија ирска легенда заправо истинита. Група сељака одлучује да их жртвује немилосрдном Леприкону, који их терорише вековима уназад.

## Улоге
| Глумац                  | Улога          |
| ----------------------- | -------------- |
| Стефани Бенет           | Софи Робертс   |
| Ендру Данбар            | Бен            |
| Брендан Флечер          | Дејвид         |
| Мелиса Роксбург         | Џени           |
| Гари Чок                | Хамиш Маконвил |
| Тич Грант               | Шон Маконвил   |
| Дилан „Хорнсвогл” Постл | Леприкон       |
| Брус Блејн              | Ијан Џојс      |
| Адам Бојс               | Франсоа        |
| Емили Улеруп            | Кетрин         |
| Мери Блек               | Мери           |
| Гари Питерман           | ирски фармер   |